# Indium(III)-oxid
Indium(III)-oxid oder Diindiumtrioxid (In2O3) ist eine anorganische chemische Verbindung des Indiums aus der Gruppe der Oxide. Es handelt sich um einen luftstabilen, hellgelben Feststoff, der zu den Halbleitern gehört. Indium(III)-oxid wird als gesundheitsschädlich klassifiziert.

## Gewinnung und Darstellung
Indium(III)-oxid bildet sich bei hohen Temperaturen unter blauer Flamme aus den Elementen.
{\displaystyle \mathrm {4\ In\ +\ 3\ O_{2}\ \longrightarrow \ 2\ In_{2}O_{3}} }
Auch aus Indium(III)-hydroxid bildet sich beim Erhitzen Indium(III)-oxid.
{\displaystyle \mathrm {2\ In(OH)_{3}\longrightarrow \ In_{2}O_{3}+3\ H_{2}O} }

## Eigenschaften
Es existieren zwei Modifikationen des hellgelb farbenen Indium(III)-oxids. Die bei Normalbedingungen stabile α-Modifikation wandelt sich unter Druck bei 1000 °C in eine β-Modifikation um. α-Indium(III)-oxid kristallisiert in einer von der Calciumfluorid-Struktur ableitbaren Struktur, in der Fluorid-Leerstellen bestehen. β-Indium(III)-oxid besitzt Korundstruktur.
Dünnfilmschichten von Indium(III)-oxid, welche mit Chrom dotiert sind (In2-xCrxO3), weisen ferromagnetische Eigenschaften auf und zählen zu den magnetischen Halbleitern.

## Verwendung
Indium(III)-oxid wird überwiegend dazu verwendet, Indiumzinnoxid herzustellen. Dieses ist ein wichtiger Bestandteil von Flüssigkristallanzeigen und Touchscreens. Das Mischoxid aus Mangan, Yttrium und Indium ergibt ein brillantes blaues Pigment, das YInMn-Blau. Die allgemeine Formel lautet YIn1-xMnxO3 Ist kein Mangan enthalten, ist das Oxid farblos, ist kein Indium enthalten, ist es schwarz.

## Sicherheitshinweise
Indium(III)-oxid kann bei längerer oder wiederholter Exposition bei Einatmen die Lungen schädigen, indem es sich dort ansammelt. Es besteht auch ein Verdacht auf eine krebserregende und mutagene Wirkung der Verbindung, allerdings ist die Datenlage unzureichend. Des Weiteren kann Indium(III)-oxid über die Haut resorbiert werden.